# 사사키 히로키
사사키 히로키(일본어: 佐々木 宏樹, 1993년 7월 17일 ~ )는 일본의 전 축구 선수이다.

## 구단 경력
과거 후지에다 MYFC에서 활동하였다.